# Balázs Júlia
Balázs Júlia, Detre Lászlóné (Budapest, 1907. február 2. – Budapest, 1990. május 11.) magyar csillagász.

## Családja
Apja Balázs Sándor a Szépművészeti Múzeum gazdasági hivatalának igazgatója volt. Anyja Pingitzer Katalin.
Férje Detre László (1906–1974) csillagász, az MTA tagja. Gyermekei: Detre Csaba (1941–2016) geológus, paleontológus; Detre Villő (1943–) Ybl Miklós és Ferenczy Noémi-díjas belsőépítész; Detre Szabolcs (1947–), Detre Zsolt (1947–) olimpiai bronzérmes vitorlásversenyzők.

## Tanulmányai
A budapesti Mária Terézia Leánygimnáziumban érettségizett 1925-ben. A Pázmány Péter Tudományegyetemen bölcsészdoktori végzettséget szerzett 1930-ban. A fizikai (csillagászati) tudományok kandidátusa (addigi tevékenységéért, 1972).

## Életút
A felsőfokú tanulmányai után előbb a Budapesti Műszaki Egyetem Schmid Rezső molekula-spektroszkópiai laboratóriumának díjtalan, később 1933-tól a Csillagvizsgáló Intézet, illetve az MTA Csillagászati Intézete ÁDOB-gyakornoka, 1938-tól tudományos munkatársa, 1965-től tudományos főmunkatársa lett.
Az első magyar csillagásznő. Detre Lászlóval 1938-ban kötött házasságot, akivel közösen folytatták kutatómunkájukat. Nevükhöz fűződik a magyarországi változócsillag-kutatási program kidolgozása. A világon elsőként gyűjtött akkora anyagot (több mint százezer felvételt), hogy az úgynevezett RR Lyrae-csillagok pulzációváltozásainak okára magyarázatot lehessen találni.Tanulmányozta az M56 gömbhalmaz RR Lyrae-csillagait periódusváltozásuk alapján (1938-tól). A bambergi változócsillag-konferencián nyilvánosságra hozta az RR Lyrae változócsillag periódusváltozásának elméletét (Balázs Júlia-féle elmélet, 1959): a csillagok mágneses pólusainál periodikus kitörések következnek be, s ahol a forgástengely különbözik a mágneses tengelytől, a forgásidő modulálja a fényességváltozást. Igazolta Detre László megállapításait, amely szerint a változócsillagok periódusváltozásai nem monoton fejlődést mutatnak, hanem sztochasztikus jellegűek.

## Tudományos tagságai
- A Nemzetközi Csillagászati Unió (IAU) Változócsillag Bizottságának tagja 1955-től.
- Az Astronomische Gesellschaft tagja.

## Publikációi
- A NO és CO molekula sávjainak Zeemann-effektusa. (Budapester Mitteilungen, 1935)
- Über den Lichtwechsel und die Periode von RR Leonis. (Astronomische Nachtrichten, 1936)
- Untersuchungen über die Perioden und Lichtkurven-änderungen von kurzperiodischen delta Cephei-Sternen. 1–9. (Budapester Mitteilungen, 1938–1952)
- Der photometrische Doppelsternsystem WY Tauri. Detre Lászlóval. (Bp., 1940)
- Szoros kettőscsillagok. (Csillagászati Lapok, 1942)
- Notes on BT Lyrae and on Two New Variables Near M56 / Bemerkungen über ST Draconis. (Budapester Mitteilungen, 1951)
- Mit tudunk az üstökösökről? (Bp., 1954)
- Über den mehrfachperiodischen Lichtwechsel von RR Lyrae und RW Draconis. Detre Lászlóval. (Bamberg, 1961)
- Work on RR Lyrae-Variables at Budapest Observatory. (Acta Astronomica Sinica, 1961)
- Analyse des mehrfach periodischen Lichtwechsels von RR Lyrae und RW Draconis. (Bamberg, 1962)